# Riebeek West
Riebeek West (Riebeek-Wes en afrikaans) est une petite ville de la province du Cap-Occidental en Afrique du Sud. Elle est située dans la région du Swartland, à 5 km de Riebeek Kasteel et à 75 km au nord-est du Cap.
La vallée de Riebeek est connue pour ses productions agricoles et viticoles (blé, olives, raisins).

## Démographie
Selon le recensement de 2011, les 4 350 résidents de Riebeek West sont majoritairement issus de la population coloured (83,63%). Les blancs et les populations noires représentent respectivement 10,48% et 5,08% des habitants.
Les habitants ont majoritairement l'afrikaans pour langue maternelle (93,53%).

## Historique
La région, explorée par les européens dès le XVIIe siècle, fut habitée par les Boers dès le début du XVIIIe siècle. Le village de Riebeek-West fut fondé en 1858 et baptisé en hommage à Jan van Riebeeck, l'ancien commandeur du Cap.
Riebeek-West est le lieu de naissance de 2 premiers ministres d'Afrique du Sud, Jan Smuts (1870-1950) et Daniel François Malan (1874-1959). Le lycée local (Smuts-Malan High School) porte leurs deux patronymes.

## Tourisme
La ferme Ongegund, où est né Jan Smuts, est devenu un musée consacré à l'ancien général de la seconde guerre des Boers. Celle de Malan, Allesverloren, est toujours la propriété de sa famille, des exploitants viticoles.